# Dafni Mora
Dafni Mora es una ingeniera mecánica, con un doctorado en Ingeniería Civil e Industrial, con especialidad en Energética en Edificaciones.
En 2021 ganó el Premio Nacional L’Oreal-Unesco por las Mujeres en la Ciencia, por su labor científica y aportes a través del proyecto Laboratorio Especializado en Soluciones Energéticas Pasivas y Confort en Edificaciones (Lesepce).
En el año 2022 ingresó al Instituto Tecnológico de Massachussets de Estados Unidos con una beca del programa Fulbright – Hubert H. Humphrey.
Es investigadora y profesora a tiempo completo de la Facultad de Ingeniería Mecánica de la Universidad Tecnológica de Panamá (UTP).

## Biografía
Estudió en el Instituto Justo Arosemena de Ciudad de Panamá. En este centro educativo, en los últimos años de la secundaria, surgió su pasión por la ingeniería gracias a la mentoría de su profesor de matemáticas, el Ing. José Luis Urriola. Su tío Aurelio Martínez, con quien estudiaba matemáticas, también influyó en su vocación.

Participar en la Olimpiada de Matemáticas que organizaba el Ing. José Luis Urriola la motivó a ir por el camino de las ciencias.
En ese concurso me fue muy bien. Yo no era la alumna que ocupaba el primer puesto en todas las clases, pero ese premio me impulsó.
Egresó como  licenciada en Ingeniería Mecánica en la Universidad Tecnológica de Panamá.

En su vida personal y profesional, valora el respaldo de su familia:
Mi mayor logro personal es mi familia, son ellos los que me dan soporte en cada uno de los proyectos que emprendo. La felicidad que comparto con mi familia, en especial con mis padres y mi hijo (Alexis Amor Mora), coincide o puede compararse con la pasión que tengo por el trabajo que realizo y que es parte de mi vida, así como lo es mi familia. 

## Vida profesional

### Trayectoria académica
En 1998 se graduó como licenciada en Ingeniería Mecánica en la Universidad Tecnológica de Panamá, donde también posee un postgrado en Ambiental (2004) y una maestría en Ciencias de la Ingeniería Mecánica con Especialización en Energía Renovable y Ambiente (2015).
Fue cum laude en la maestría en Administración de Empresas con énfasis en Gerencia Estratégica, en la Universidad Interamericana de Panamá, en 2019.
Hizo un doctorado en Ingeniería Civil e Industrial, en la Universidad de Calabria, en Italia, en 2017.
En 2022, y para un periodo de 10 meses, se desempeñó en el Departamento de Estudios Urbanos y Planificación del  Instituto de Tecnología de Massachusetts gracias a una beca  beca del programa Fulbright – Hubert H. Humphrey de la Oficina de Asuntos Educativos y Culturales del Departamento de Estado de Estados Unidos.

### Trayectoria como investigadora
Durante su etapa universitaria (1993-1998), ejerció como asistente académica y administrativa en la Facultad de Ingeniería Mecánica (FIM) y luego en la empresa privada por varios años, en áreas no relacionadas con la investigación científica. 
Desde 2011 a 2013 laboró como investigadora en el Centro de Investigaciones Hidráulicas e Hidrotécnicas (CIHH) de la UTP, a través de un programa de Maestrías en Ciencias de la Ingeniería Mecánica financiado por la Secretaría Nacional de Ciencia, Tecnología e Innovación (Senacyt) en conjunto con la Facultad de Ingeniería Mecánica de la UTP.
Su primer proyecto de investigación en este centro fue sobre el comportamiento espacial y temporal del índice de área foliar en el bosque húmedo tropical, utilizando técnicas de teledetección para poder medir parámetros ambientales en este bosque. 
Durante su estancia doctoral en Italia participó en el grupo de investigación del Departamento de Ingeniería Mecánica, Energética y Gestión de la Universidad de Calabria y participó en el Proyecto de la Agencia Internacional de Energía (IEA-EBC), Definición y simulación del Comportamiento de los Ocupantes en Edificios con la Dra. Marilena de Simone, con lo cual inicia su línea de investigación en energética en edificaciones, asociado al comportamiento del ocupante en relación con el consumo de energía, campo de estudio al cual se dedica.
Al reintegrarse como docente e investigadora en la Facultad de Ingeniería Mecánica  de la UTP, impulsa el Laboratorio Especializado en Soluciones Energéticas Pasivas y Confort en Edificaciones (Lesepce) que busca generar capacidades locales para evaluar técnicas pasivas y de bajo consumo a través de diferentes configuraciones experimentales y así evaluar el rendimiento energético  y en general promover el uso de las energías limpias.
Este Laboratorio considera las particularidades del clima húmedo tropical de Panamá y países similares y atiende a las consideraciones de la Guía de construcción sostenible para el ahorro de energía en edificaciones y medidas para el uso racional y eficiente de la energía para la construcción de nuevas edificaciones de la República de Panamá, de obligatorio cumplimiento en edificaciones nuevas y con la meta de un ahorro energético de 20%.
Con esta investigación del Laboratorio Especializado gana el Premio Nacional L’Oreal Unesco Por las Mujeres en la Ciencia, Panamá, año 2021.
También en 2021 obtiene la primera edición de 25 Mujeres en la Ciencia Latinoamérica de la empresa 3M, orientada a resaltar la labor de científicas emergentes que dan sus aportes para el cambio, con el proyecto Evaluación de soluciones de bajo consumo con miras a edificaciones a energía cero Panamá, financiado por la Secretaría Nacional de Ciencia, Tecnología en Innovación (Senacyt).
Desde 2017 trabaja en la Facultad de Ingeniería Mecánica de la UTP como profesora en el Departamento de Ingeniería y Ambiente. Ha dictado clases en pregrado en diferentes materias de la especialidad de Energía y Ambiente.
Dirige el grupo de Investigación Energética y Confort en Edificaciones Bioclimáticas (ECEB), un grupo que cofundó en 2018 tras regresar a Panamá luego de su doctorado.  

Su proyecto con el MIT desarrolló como perspectivas la investigación en energética en edificaciones, la planificación estratégica y la incorporación de aspectos de sostenibilidad en las instituciones de educación superior.
Las mujeres usando el pensamiento lógico, crítico y analítico, debemos impulsar cambios en nuestra sociedad y darnos la oportunidad de aportar activamente en las áreas del conocimiento. No hay obstáculos que no podamos afrontar 

## Premios y reconocimientos
- Premio Nacional “Por las mujeres en la Ciencia” 2021, L’oreal-Unesco
- Premio 25 mujeres en la Ciencia Latinoamericana, 3M, primera versión 2021
- Reconocimiento como una de las mujeres desafiantes de Centroamérica, pioneras y líderes del Bicentenario, por la revista Estrategia & Negocios. 5ª Edición.
- Beca para estudios de doctorado en Ingeniería Civil e Industrial, otorgado por el Instituto para la Formación y Aprovechamiento de Recursos Humanos (IFARHU) y la UTP, 2014-2017.
- Miembro del Comité Editorial, Revista digital de Ciencia, Ingeniería y Tecnología, NovaSinergia de la Facultad de Ingeniería de la Universidad Nacional de Chimborazo, Ecuador, 2018- Actualidad.
- Miembro del Sistema Nacional de Investigación (SNI) de Panamá. Investigador Nacional I.

## Publicaciones
- Chen Austin, M., Chung-Camargo, K. y Mora, D. (2021). Revisión de la definición del concepto de construcción de energía cero y desarrollos en América Latina: una definición marco para su aplicación en Panamá. Energías.
- Dodón, A., Quintero, V., Chen Austin., & Mora, D. (2021). Alternativas de almacenamiento de electricidad bioinspiradas para respaldar la generación masiva de energía del lado de la demanda: una revisión de las aplicaciones a escala de construcción. Biomimética
- Mora, D. (2021). Sadi Carnot: El Padre de la Termodinámica. Prisma Tecnológico, 12, 82–85.
- Mora, D., De Simone, M. y Chen Austin, M. (2020). Tecnologías para la detección de ocupación en edificios. I+D Tecnológico.
- Chen Austin, M., Castillo, M., Mendes, A. De, Silva, D., & Mora, D. (2020). Evaluación numérica de estrategias de arquitectura bioclimática para el diseño de edificios en climas tropicales: un caso de estudio en Panamá. E3S Web de conferencias.
- Mora, D., Carpino, C. y Simone, M. De. (2017). Consumo energético de edificios residenciales y perfiles de ocupación. Un estudio de caso en condiciones climáticas mediterráneas. Eficiencia energética.